# 錫達爾格羅夫 (加利福尼亞州埃爾多拉多縣)
塞達爾格羅夫（英語：Cedar Grove）是位於美國加利福尼亞州埃爾多拉多縣的一個非建制地區。該地的面積和人口皆未知。

## 地理
塞達爾格羅夫的座標為38°44′41″N 120°39′25″W / 38.74472°N 120.65694°W，而該地的平均海拔高度為1032米（即3386英尺）。